# Pingo-d'Água
Pingo-d'Água är en kommun i Brasilien.   Den ligger i delstaten Minas Gerais, i den sydöstra delen av landet, 700 km sydost om huvudstaden Brasília. Antalet invånare är 4 420. Arean är 67 kvadratkilometer.
Terrängen i Pingo-d'Água är platt åt nordväst, men åt sydost är den kuperad.
Omgivningarna runt Pingo-d'Água är huvudsakligen savann. Runt Pingo-d'Água är det ganska glesbefolkat, med 30 invånare per kvadratkilometer.